# Бейт Давид (синагога, Волгоград)
Бейт Дави́д (также известна как Первая царицынская синагога) — волгоградская синагога, расположенная по адресу ул. Балахнинская, 6.

## История
В XIX веке в Царицыне проживало порядка 800 евреев, поэтому 17 октября 1888 года была открыта первая в Царицыне школа-синагога, располагавшаяся на территории сегодняшнего Ворошиловского района.
Рост антирелигиозных тенденций в официальном курсе правительства повлёк закрытие последнего оставшегося в Сталинграде молитвенного дома. Как и синагога на Порт-Саида, она должна была быть переоборудована под лечебное заведение. Закрытие синагоги местные власти мотивировали распадом сталинградской еврейской общины, а также невыполнением группой евреев обязательств по договору аренды, несмотря на то, что претензии со стороны рабсовета за время арендного периода отсутствовали.
С 1999 года Волгоградская еврейская религиозная община, зарегистрированная Залманом и Яэль Иоффе по приезде в Волгоград, стала делать запросы в городскую администрацию по поводу возврата еврейской общине здания бывшей второй синагоги. Возражений администрация не имела, но условием возврата ставила предоставление полностью оборудованного здания для физиотерапевтической поликлиники. Так как для молодой общины это было бы равносильно постройке новой синагоги, было решено отложить вопрос о возвращении здания.
В 2001 году община вновь подала заявление, но на этот раз выразила готовность рассмотреть другой вариант — школу-синагогу на Балахнинской. Так как к этому времени община набрала определённый вес, прошение было удовлетворено.
21 июня 2001 года, в память о заслугах Давида Ильича Колотилина, бывшего лидера религиозной еврейской группы, ставшей основой для создания Волгоградской еврейской религиозной общины, общим собранием ВЕРО было принято решение дать синагога название Бейт Давид (Дом Давида).
В 2005 году в здании школы-синагоги начались масштабные ремонтно-восстановительные работы. Авторами проекта стали Волгоградский архитектор-реставратор Сергей Сена и израильский специалист по строительству и убранству синагог Аарон Острайхер.
20 ноября 2007 года состоялось открытие синагоги, на котором присутствовал главный раввин России Берл Лазар, представитель посольства Израиля, представители администраций Волгограда и области. По окончании официальной части церемонии открытия, на первом этаже синагоги были представлены отреставрированные мраморные плиты с текстами заповедей на иврите, найденные в центре города незадолго до открытия.
В настоящее время в здании, помимо, собственно, синагоги, расположен образовательный и культурный центры, компьютерный класс кабинеты для работников общинного центра, гостевые комнаты для гостей и посетителей, соблюдающих субботние заповеди, а также большой зал для праздничных мероприятий.

## Споры о местоположении царицынской школы-синагоги
Ссылаясь на план Царицына, опубликованный А. Н. Минхом, М. М. Дорина утверждает, что еврейская синагога находилась на пересечении улиц Балашовской и Касимовской. Эта версия подтверждается, также решением о закрытии синагоги на Порт-Саида в 1929 году. В нём говорится, что «религиозные потребности верующих культа могут быть удовлетворены второй синагогой, расположенной по улице Ермана, 19», а улица Ермана и есть нынешняя Касимовская.
Однако, по мнению раввина Залмана Иоффе, первая Царицынская синагога находилась на улице Балахнинской, о чём свидетельствует наличие «Маген Давидов» — шестиконечных звёзд, сохранившихся в первозданном виде. Кроме того, согласно постановлению областной думы, школа-синагога располагалась на Балахнинской.